# بخش واشینگتن (شهرستان هنری، اوهایو)
بخش واشینگتن (به انگلیسی: Washington Township) یک منطقهٔ مسکونی در ایالات متحده آمریکا است که در شهرستان هنری، اوهایو واقع شده‌است.
 بخش واشینگتن ۷۶٫۶ کیلومتر مربع مساحت و ۱٬۹۱۲ نفر جمعیت دارد و ۲۰۴ متر بالاتر از سطح دریا واقع شده‌است.